# Верслёйс, Патрик
Патрик Верслёйс (нидерл. Patrick Versluys; род. 5 сентября 1958,  Экло, провинция Восточная Фландрия, Бельгия) — бельгийский профессиональный шоссейный велогонщик в 1980—1988 годах.

## Достижения
1979
2-й Вламсе Пейл
5-й Тур Фландрии U23
1980
2-й Вламсе Пейл
1981
1-й Чемпионат Фландрии
1-й Омлоп ван хет Васланд
3-й Гран-при Валлонии
3-й Ле-Самен
1982
7-й Тур Фландрии
8-й Милан — Сан-Ремо
1983
1-й lèche hesbignonne-Cras Avernas
3-й Гран-при Раймонда Импаниса
6-й Брабантсе Пейл
7-й Париж — Рубе
8-й Три дня Де-Панне — Генеральная классификация
10-й Delta Profronde
1984
1-й Circuit Mandel-Lys-Escaut
2-й Нокере Курсе
3-й Амстел Голд Рейс
6-й Брабантсе Пейл
8-й Париж — Рубе
8-й Три Люксембурга — Генеральная классификация
10-й E3 Харелбеке
1985
1-й Гран-при Денена
2-й Нокере Курсе
4-й Амстел Голд Рейс
4-й Delta Profronde
8-й E3 Харелбеке
1986
1-й Де Кюстпейл
3-й Гран-при Валлонии
4-й E3 Харелбеке
5-й Ле-Самен
7-й Три дня Западной Фландрии
9-й Париж — Рубе
10-й Тур Лимбурга
1987
2-й Париж — Рубе
1988
1-й Нокере Курсе